# Orden de la Corona de Ruda
La Orden de la Corona de Ruda (en alemán: Hausorden der Rautenkrone) fue una Ex-Orden de caballería y meritoria del Reino de Sajonia, actualmente es una orden dinástica de la Casa de Wettin. Fue establecida en 1807 por Federico Augusto I, el primer rey de Sajonia. La orden toma su nombre de la corona floral verde de ruda que se encuentra en el escudo de armas de Sajonia.

## Historia
La orden fue creada para ser la contraparte civil de la Orden Militar de San Enrique, la única orden a disposición del nuevo rey hasta ese momento. La orden fue originalmente limitada a 24 caballeros, pero se hicieron excepciones para miembros de casas reales y aquellos cuya afiliación a la orden sumaría a su prestigio. La Orden de la Corona de Ruda fue otorgada en un grado solo, Caballero. Aunque dos veces, fue concedida en un grado especial: Con diamantes, al primer ministro portugués Nuno José de Moura Barreto, duque de Loulé (en 1859) y al Canciller de Alemania Otto von Bismarck (en 1885). Desde su fundación hasta la caída del Reino de Sajonia en 1918, la orden fue otorgada 431 veces.

## Apariencia

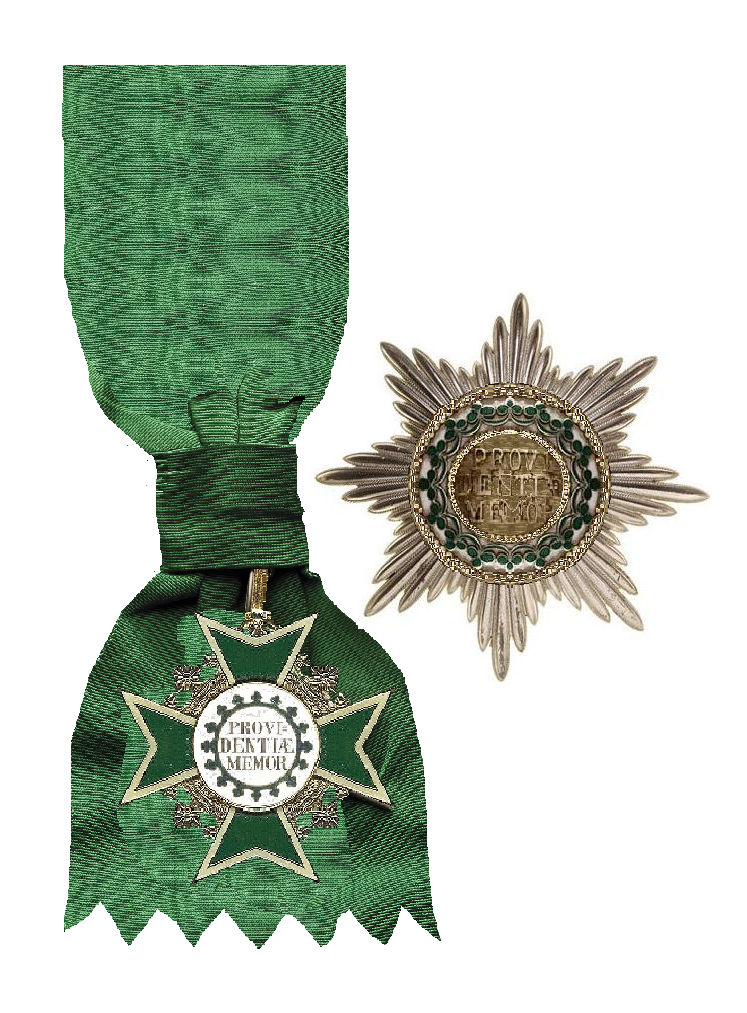
Banda y placa de la Orden.

La insignia de la orden es una cruz maltesa de oro, esmaltada en verde claro con un borde blanco.  El medallón central blanco presenta el monograma coronado de Federico Augusto I de Sajonia ceñido por un anillo de ruda verde. Entre los brazos de la cruz puede verse una corona dorada de ruda. En el reverso el esmalte verde es más oscuro y el borde blanco más angosto; en el medallón central se reproduce el motivo de la placa.
La placa de la orden está hecha de plata, con forma de estrella de ocho puntas radiadas. El centro de la estrella sostiene un medallón de oro con el motto de la orden: "Providentiæ Memor" (Recuerda a la Providencia) dentro de una faja de bordes dorados y campo de esmalte blanco en el que se puede apreciar un anillo de hojas verdes de ruda.
Los caballeros lucen una banda color verde hierba que se lleva cruzada desde el hombro derecho a la cadera izquierda donde se ata y desde donde cuelga la insignia de la Orden.
Hay varios joyeros internacionalmente conocidos que han hecho las placas y las veneras.